# Al-Adil
Al-Adil, arab. العادل (pełne imię: al-Malik al-Adil Sajf ad-Din Abu Bakr Muhammad ibn Ajjub, przez europejskich krzyżowców nazywany Safadin, co jest zniekształconą formą jego tytułu Sajf ad-Din) (ur. 1143/1144 w Baalbek lub 1145 w Damaszku, zm. 31 sierpnia 1218 w Alikin nieopodal Damaszku) – sułtan z dynastii Ajjubidów, panujący w Egipcie w latach 1200–1218.
Był synem Nadżm ad-Din Ajjuba, młodszym bratem Saladyna. Towarzyszył swojemu bratu w ostatniej wyprawie Szirkuha do Egiptu w roku 1169, która zakończyła się podbojem tego kraju. Po śmierci Nur ad-Dina w 1174 Al-Adil zarządzał Egiptem w imieniu brata. W roku 1183 na własną prośbę został mianowany namiestnikiem Aleppo, pomimo tego że kilka miesięcy wcześniej Saladyn osadził tam swojego syna Az-Zahira Ghaziego (1186–1216). Trzy lata później, ponownie za sugestią Al-Adila, powrócił on do zarządzania Egiptem, tym razem jako regent syna Saladyna Al-Aziza Usmana (1193–1198). Na tym stanowisku wspierał brata w walce z krzyżowcami, w szczególności przesyłając posiłki i zaopatrzenie w trakcie oblężenia Akki. Odgrywał także kluczową rolę podczas negocjacji z wodzem III wyprawy krzyżowej Ryszardem Lwie Serce. O tym, jak przyjazne relacje z nim udało mu się ustanowić, świadczy fakt, iż w trakcie negocjacji ze strony krzyżowców padła propozycja, by w ramach kompromisu Al-Adil poślubił siostrę Ryszarda, Joannę, po uprzednim przejściu na chrześcijaństwo i by wspólnie rządzili oni w Palestynie. W roku 1192 w związku z niepokojami w regionach Al-Dżaziry i Dijar Bakir Al-Adil został namiestnikiem tych prowincji. Według H.A.R. Gibba: „Za tymi częstymi zmianami możemy być może odkryć spójną politykę prowadzoną przez Saladyna. Spośród wszystkich jego braci tym, do którego miał największe zaufanie i na którego radach polegał, był Al-Adil. Stąd było czymś naturalnym, że Al-Adil powinien być ustanowiony zarządcą tej prowincji, która w zmieniającym się biegu wydarzeń była w danym momencie kluczowa dla utrzymania jedności i siły posiadłości Saladyna”.
Po śmierci Saladyna w roku 1193 Al-Adil musiał odeprzeć atak Zengidzkiego władcy Mosulu Izz ad-Dina (1180–1193) na swoje posiadłości. W konflikcie pomiędzy synami Saladyna początkowo poparł panującego w Damaszku Al-Afdala (1193–1196), jednak jego nieumiejętność sprawowania władzy stała się wkrótce tak oczywista, iż ostatecznie Al-Adil sprzymierzył się z rządzącym w Egipcie Al-Azizem. W roku 1196 Al-Afdal został przegnany z Damaszku i Al-Adil zaczął sprawować w nim rządy w imieniu Al-Aziza. Kiedy Al-Aziz zmarł w roku 1198, pozostawiając po sobie małoletniego syna Al-Mansura Muhammada (1198–1199), wybuchł konflikt o władzę wśród Ajjubidów pomiędzy Al-Adilem a Al-Afdalem. Ten ostatni został pokonany i w roku 1200 Al-Adil przejął władzę w Egipcie. Jego rządom rzucił teraz wyzwanie Az-Zahir, który obległ Damaszek, jednak ostatecznie Al-Adil pokonał go i zmusił do uznania swojego zwierzchnictwa, chociaż pozostawił mu władzę nad Aleppo. W roku 1207 tytuł sułtański Al-Adila został formalnie uznany przez kalifa i Ajjubida podzielił teraz swoje władztwo pomiędzy synów: Al-Kamil Muhammad (1218–1238) otrzymał Egipt, Al-Mu’azzam Isa (1218–1227) Damaszek, Al-Aszraf Musa (1218–1237) Al-Dżazirę zaś As-Salih Isma’il (1237–1246) miasto Bosra. Sam Al-Adil przemieszczał się z miejsca na miejsce zależnie od okoliczności. W roku 1209/1210 Al-Adil pokonał Gruzinów rządzonych przez królową Tamarę (1184–1213) po czym zawarł z nimi trzydziestoletni rozejm, który zapewnił mu kontrolę nad północno-wschodnimi terenami. Al-Adil starał się utrzymywać pokój z krzyżowcami, w trakcie swojego panowania zawierając z nimi trzykrotnie rozejm, przy czym na mocy drugiego z nich w roku 1204 oddał królowi Amalrykowi (1198–1205) Lyddę, Ar-Ramlę i Nazaret. Utrzymywał także stosunki handlowe z Wenecją i Pizą. Pomimo tego łacinnicy dążyli do przeprowadzenia kolejnej krucjaty i w roku 1218 Al-Adil musiał zmierzyć się z atakiem piątej wyprawy krzyżowej na Egipt. Jednocześnie seldżucki sułtan Kajkawus I (1211–1220), działający w zmowie z wygnanym Al-Afdalem, uderzył na Aleppo. W tym krytycznym momencie Al-Adil zmarł.